# Puerto de Aiwo
El Puerto de Aiwo es el principal puerto marítimo de la isla de Nauru, está situado en Aiwo

## Características
El puerto de Aiwo está situado en la costa oeste de Nauru, en el distrito de Aiwo, donde se concentra la mayor parte de la infraestructura de procesamiento de fosfato de la isla. Está rodeado al norte por viviendas de los empleados extranjeros de la empresa RONPhos y al sur por dos estructuras en voladizo. Al este se encuentran las plantas de procesamiento de fosfato. 
El puerto consiste en una abertura que conecta el mar con la laguna central de la isla, protegido por dos espigones. La botadura de botes y barcos pequeños se realiza a través de una rampa. También incluye una terminal para el fosfato, con dos estructuras en voladizo que conducen directamente a los barcos de fosfato por cintas transportadoras desde la fábrica. Su construcción comenzó en 1957, y uno de ellos fue dañado durante un motín. El combustible entregado en la isla también pasa a través de esta estructura, a través de un tubo que va directamente a los yacimientos de hidrocarburos de Nauru.
El puerto también es utilizado por los pescadores que estacionan sus barcos. 
Cuando los vientos del oeste son fuertes, la entrada o salida del puerto para los barcos de pesca y la descarga una carga puede llegar a ser difícil o imposible; esta es una de las razones por las que se construyó en 2000 el puerto de Anibare en el otro extremo de la isla, en la bahía de Anibare.

## Historia

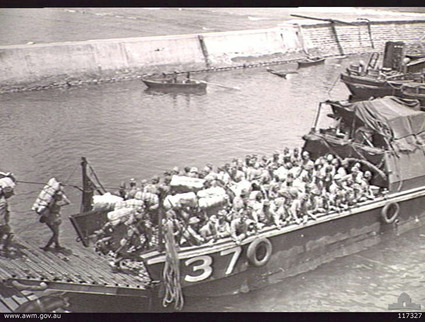
Prisioneros de guerra japoneses evacuados de Nauru en 1945 después de la liberación de la isla.

El puerto de Aiwo fue construido en 1904, por la Pacific Phosphate Company, empresa que en ese momento tenía los derechos de la minería de fosfatos. La laguna de Nauru fue excavada para formar el puerto, protegida por dos espigones y provista de una rampa a la cuenca de agua. Cuatro gabarras y dos remolcadores pertenecientes a la empresa Pacific Island Company permitieron a las barcazas de carga descargar alimentos y equipos en la isla, un método de carga y descarga que todavía está en uso hoy en día. Antes de 1930, cuando la construcción de las primeras estructuras en voladizo, el fosfato también fue explotado de esta manera. En 1940, los alemanes bombardearon la isla, dañando severamente la infraestructura del puerto, que tardó diez semanas en reparar el daño.